# Atentado de Rangum
O atentado de Rangum, ocorrido em 9 de outubro de 1983, foi uma tentativa de assassinato contra o presidente da Coreia do Sul Chun Doo-hwan, perpetrada em Rangum, na Birmânia (hoje designada Yangon, Mianmar). O atentado, que usou um dispositivo explosivo improvisado, foi orquestrado pela Coreia do Norte. Embora o presidente Chun tenha sobrevivido, 21 pessoas morreram no ataque e 46 ficaram feridas. Dois dos três suspeitos foram capturados, um dos quais confessou ser um oficial militar da Coreia do Norte.